# Ein Engel auf Erden (Film)
Ein Engel auf Erden ist ein deutsch-französischer Spielfilm von 1959. Es gab diesen Film in zwei Fassungen, eine die auf dem deutschen Markt lief und eine ganz andere. Der Film wurde also zweimal gedreht, immer mit kleinen Änderungen bzw. längeren oder kürzeren Szenen. Darin verkörpert Romy Schneider einen Schutzengel, der im Körper einer Stewardess seinem Schützling zu seinem Glück verhelfen will. Die französische Version trägt den Titel Mademoiselle Ange.

## Handlung
Die Stewardess der Angel Starline ist hoffnungslos in den berühmten Rennfahrer Pierre Chaillot verliebt. Aus beruflichen Gründen fliegt dieser natürlich regelmäßig und reist öfter mit der Angel Starline, wo er die Stewardess trifft. Für ihn ist sie jedoch nur ein Gesicht von vielen, sodass er ihr keinerlei große Beachtung schenkt. Pierre dahingegen will die schöne Prinzessin Augusta von Münchenberg heiraten, mit der er verlobt ist. Doch noch vor der Hochzeit brennt die Braut mit einem berühmten Sänger durch. Der betrogene Pierre ist erschüttert und betrinkt sich mit seinem besten Freund Michel in einem Hotel. Verzweifelt will er sich hiernach das Leben nehmen und schreibt einen Abschiedsbrief. Als er jedoch seinen Revolver aus der Schublade nimmt, um Selbstmord zu begehen, erscheint ihm plötzlich ein Engel mit dem Aussehen der Stewardess.
Natürlich erinnert sich Pierre nicht an das Aussehen, er weiß nur, dass plötzlich vor ihm eine Gestalt in einer Stewardessenuniform steht und behauptet, sein Schutzengel zu sein. Trotzdem sieht er von seinem Unterfangen ab, sich selbst umzubringen. Natürlich glaubt Pierre dem Engel erst nicht, doch nachdem der erzählt, schon seit seiner Geburt bei ihm gewesen zu sein und von Ereignissen aus seinem Leben berichten kann, die sonst keiner hätte wissen können, beginnt er zu zweifeln.
Der höhergestellte Engel in Gestalt einer Nonne ist jedoch gar nicht begeistert davon, dass der Schutzengel einfach die Gestalt der Stewardess angenommen hat. Sie gibt dann jedoch die Erlaubnis, dass der Schutzengel für 24 Stunden gänzlich menschliche Gestalt annehmen darf und für alle Erdenbürger sichtbar sein wird. Von nun an weicht der Engel in Gestalt der Stewardess nicht mehr von Pierres Seite. Schon bald merkt sie, wie es ist Mensch zu sein, und erfährt Gefühle und Schmerzen. In der Zeit, die durch die himmlische Erlaubnis auf einige Stunden ausgeweitet wird, beginnen der Engel und Pierre, Empfindungen füreinander zu entwickeln.
Doch die Zeit verrinnt und bald muss der Engel wieder gehen. Gerade zu diesem Zeitpunkt erscheint Augusta wieder auf der Bildfläche. Pierre unternimmt einen Test, um festzustellen, ob es sich bei der Gestalt wirklich um einen Engel handelt oder nicht. Er bittet Augusta erneut darum, ihn zu heiraten und hofft, dass im passenden Moment der Engel auftaucht, was für ihn als ein Zeichen gelten würde, dass es sich auch wirklich um einen Engel gehandelt hat. Doch auf Anordnung des „Chef-Engels“ erscheint der Engel nicht, und Pierre versöhnt sich daraufhin mit Augusta und kündigt an, sie nach dem Großen Preis von Monaco direkt zu heiraten. Seine letzte Hoffnung ist, dass sein Schutzengel versuchen würde, die Hochzeit zu verhindern, und deswegen wieder erscheinen würde.
Pierre fährt in dem Rennen wie ein Besessener, und nur mit viel Mühe kann der ‘Oberengel’ (in Gestalt einer älteren Dame, die für seinen Schutzengel eingesprungen ist) ihn in der Bahn halten. Am Ende gewinnt er jedoch das Rennen. Sein Schutzengel hat in der Zeit die Stewardess aufgesucht und erscheint nach dem Rennen wieder. Sie führt Pierre zu einem Flugzeug der Angel Starline, in dem die Stewardess arbeitet. Unbemerkt für Pierre verschwindet der Schutzengel und er glaubt, in der Stewardess, die er im Flugzeug sieht, seine Angebetete zu haben.

## Hintergrund
Regisseur Géza von Radványi hatte mit seiner Hauptdarstellerin Romy Schneider im Jahr zuvor bereits das kontroverse Melodram Mädchen in Uniform gedreht, das sich mit dem für die damalige Zeit sehr ungewöhnlichen Thema der gleichgeschlechtlichen Liebe beschäftigte.
Für den französischen Schauspieler Henri Vidal, der Pierre spielt, war dies eine seiner letzten Rollen. Er starb am 10. Dezember 1959 im Alter von nur 40 Jahren an einem Herzinfarkt. Für Jean-Paul Belmondo war es jedoch eine seiner früheren Rollen. Er spielt als Freund des Hauptdarstellers hier eine eher komische Figur. Im Jahr darauf gelang ihm durch seine Rolle in Außer Atem der Durchbruch.
Die Uraufführung des Films erfolgte am 28. August 1959 im Schloss-Theater Heidelberg, die französische Erstaufführung erst am 23. November 1960 in Paris.

## Kritiken
Für das Lexikon des internationalen Films war Ein Engel auf Erden eine „Liebeskomödie mit attraktiven Stars und schönen Rivierabildern“.